# جيري أونيل
جيري أونيل (بالإنجليزية: Jerry O'Neil)‏ هو سياسي أمريكي، ولد في 10 مايو 1943 في كاليسبيل في الولايات المتحدة. حزبياً، نشط في الحزب الجمهوري. وقد انتخب عضو مجلس ولاية مونتانا وانتخب عضو مجلس نواب مونتانا.